# A világ csodái
A világ csodái (World's Wonders) a BBC 2007-től négy évadban bemutatott összesen 80 (4x20) részes, epizódonként csupán 3 perces ismeretterjesztő rövidfilm sorozata. Magyarországon a Spektrum Televízió mutatta be hosszabb filmek közötti reklám és ajánló blokkok mellett. A sorozat epizódjai rövid, tömör, adatokkal, információkkal telített, szépen komponált felvételekkel illusztrált kisfilmek.
Társsorozatai a hasonló címfelirattal és grafikával megjelent Natural Wonders és Wild Wonders.

## Epizódok
1.? évad (2007)
- ?. The Nazca Lines

4.? évad (2013)
- 1.????
- 2. A Királyok Völgye, Egyiptom (Valley of the Kings, Egypt)
- 3. A Staglieno Temető, Olaszország (Staglieno Cementery, Italy) A genovai Stalieno Temető.
- 4. Chrysler Building, Egyesült Államok? (Chrysler Building, United States of America)
- 5. A Mehrangarth erőd, India (Mehrangarth Fort, India)
- A II. Hasszán mecset, Marokkó (Hassan II Mosque, Morocco)
- 6. Abu Simbel, Egyiptom (Abu Simbel, Egypt)
- 7. Badshahi mecset, Pakisztán (Badshahi Mosque, Pakistan) Badshahi mecset Lahorban a világ ötödik legnagyobb mecsete.
- 8. Az Eiffel torony, Párizs (Eiffel Tower, France)
- 9.? A Tiltott Város, Kína (Forbidden City, China)
- 10.? A Villa d’Este kertje, Olaszország (Villa d’Este Gardens, Italy)
- 11.? Empire State Building, Egyesült Államok? (Empire State Building, United States of America)
- 12. Lalibela, Etiópia (Lalibela, Ethiopia) Csodálatos, sziklából kivájt 11 keresztény templom.
- 13. Madinat Al Zahra, Spanyolország (Madinat Al Zahra, Spain)
- 14. A Güell Park, Spanyolország (Parc Güell, Spain) - Azaz más néven a Gaudi-park Barcelonában
- 15. A polonnaruwa-i Buddha szobrok, Sri Lanka (Polonnaruwa Buddhas, Sri Lanka)
- 16. Pompei, Olaszország (Pompeii, Italy)
- 17. Szent Pál Székesegyház, Anglia (St. Paul's Cathedral, England)
- 18. Stonehenge, Anglia (Stonehenge, England)
- 19. Teotihuacan, Mexikó (Teotihuacan, Mexico)
- 20. Tikal, Guatemala (Tikal, Guatemala)